# Ropicapomecyna
Ropicapomecyna is een kevergeslacht uit de familie van de boktorren (Cerambycidae). De wetenschappelijke naam van het geslacht werd voor het eerst geldig gepubliceerd in 1957 door Breuning.

## Soorten
Ropicapomecyna is monotypisch en omvat slechts de volgende soort:
- Ropicapomecyna fairmairei Breuning, 1957